# Бессарабское (Дагестан)
Бессарабское — бывшее село в Кизлярском районе Дагестана. Входило в состав Ново-Гладковского сельсовета. Точная дата упразднения не установлена.

## Географическое положение
Располагалось на пересечение каналов Зенкин и Кардонка, в 27 км к юго-востоку от г. Кизляр.

## История
В 1929 году хутор Бессарабский состоял из 53 хозяйств и входил в состав Ново-Гладковского сельсовета Кизлярского района. Последний раз хутор был обозначен на карте на Карта генштаба РККА за 1941 год.

## Население
В 1929 году на хуторе проживало 222 человека (124 мужчины и 98 женщин); 100 % населения — русские.